# Сала (деревня)
Сала — деревня в  Большелуцком сельском поселении Кингисеппского района Ленинградской области.

## История
Впервые упоминается в писцовых книгах Шелонской пятины от 1571 года как деревня Сола — 16 обеж в Ямском Окологородье.
Согласно шведским «Балтийским писцовым книгам» (Baltiska Fogderäkenskaper) деревня носила названия: Salussus (1584—1589 годы).
Затем, как деревня Sola by — 16 обеж, она упоминается в шведских писцовых книгах 1618—1623 годов.
На карте Ингерманландии А. И. Бергенгейма, составленной по шведским материалам 1676 года, она обозначена как деревня Stora Lantakyla.
На шведской «Генеральной карте провинции Ингерманландии» 1704 года — как Lautakÿla.
Как деревня Сола она упомянута на карте Ингерманландии А. Ростовцева 1727 года.
Деревня Сола при мызе Сольская упоминается на карте Санкт-Петербургской губернии Я. Ф. Шмидта 1770 года.
На карте Санкт-Петербургской губернии Ф. Ф. Шуберта 1834 года обозначена деревня Сола при мызе Сола.

САЛА — деревня принадлежит капитанше баронессе Корф, число жителей по ревизии: 56 м. п., 54 ж. п. (1838 год)

В пояснительном тексте к этнографической карте Санкт-Петербургской губернии П. И. Кёппена 1849 года она записана как деревня Salansuu, Lauttankylä (Сала) и указано её население на 1848 год: савакотов — 15 м. п., 24 ж. п., всего 39 человек, остальные русские.
Согласно карте профессора С. С. Куторги 1852 года деревня называлась Сола.

СОЛА — деревня генерал-майора барона Корфа, 12 вёрст по почтовой, а остальное по просёлкам, число дворов — 13, число душ — 51 м. п. (1856 год)

САЛА — деревня, число жителей по X-ой ревизии 1857 года: 76 м. п., 76 ж. п., всего 152 чел.

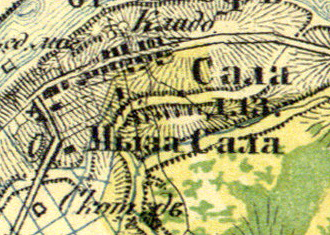
Деревня Сала на карте 1860 года

Согласно «Топографической карте частей Санкт-Петербургской и Выборгской губерний» в 1860 году деревня называлась Сала и насчитывала 13 крестьянских дворов. К югу от деревни находились мыза Сала и скотный двор.

САЛА (СОЛА) — мыза владельческая при реке Луге, число дворов — 1, число жителей: 3 м. п., 3 ж. п.

САЛА (СОЛА) — деревня владельческая при реке Луге, число дворов — 12, число жителей: 71 м. п., 78 ж. п. (1862 год)

САЛА — деревня, по земской переписи 1882 года: семей — 24, в них 75 м. п., 89 ж. п., всего 164 чел.

Согласно материалам по статистике народного хозяйства Ямбургского уезда 1887 года мыза Сала площадью 5780 десятин принадлежала барону П. П. Корфу, мыза была приобретена до 1868 года. В мызе был кирпичный завод, две кузницы и одна ветряная мельница. Рыбная ловля сдавалась в аренду.

САЛА — деревня, число хозяйств по земской переписи 1899 года — 30, число жителей: 72 м. п., 76 ж. п., всего 148 чел.;
 разряд крестьян: бывшие владельческие; народность: русская — 84 чел., финская — 35 чел., смешанная — 29 чел.

В конце XIX — начале XX века деревня Сала административно относилась к Горской волости 1-го земского участка 2-го стана Ямбургского уезда Санкт-Петербургской губернии.
По данным «Памятных книжек Санкт-Петербургской губернии» за 1900 и 1905 годы мыза Сала площадью 4575 десятин принадлежала барону Павлу Павловичу Корфу.
С 1917 по 1927 год деревня Сала входила в состав Свейского сельсовета Горкской волости Кингисеппского уезда.
Согласно данным переписи населения СССР 1926 года в деревне Сала проживали 104 человека, большинство русские, а также финны и поляки.
С февраля 1927 года в составе Кингисеппской волости. С августа 1927 года в составе Кингисеппского района.
С 1928 года в составе Кошкинского сельсовета. В 1928 году население деревни Сала также составляло 104 человека.

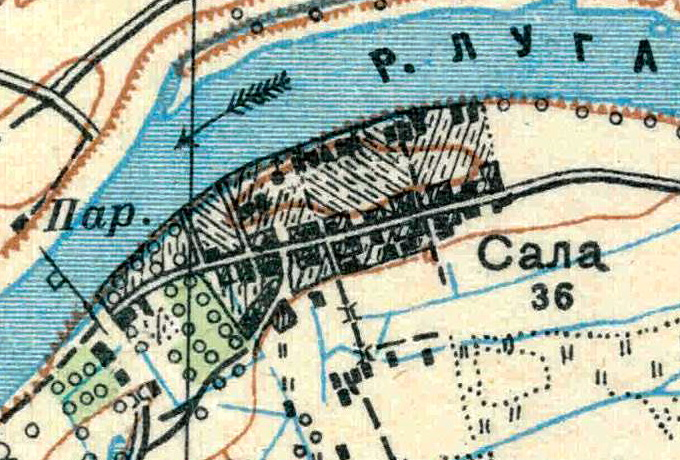
План деревни Сала. 1930 год

Согласно топографической карте 1930 года деревня насчитывала 36 дворов. В деревне была паромная переправа.
По данным 1933 года деревня Сала входила в состав Кошкинского сельсовета Кингисеппского района.
C 1 августа 1941 года по 31 января 1944 года деревня находилась в оккупации.
С 1950 года в составе Комаровского сельсовета.
С 1954 года вновь составе Кошкинского сельсовета.
В 1958 году население деревни Сала составляло 76 человек.
По данным 1966 года деревня Сала также входила в состав Кошкинского сельсовета.
По данным 1973, 1990 и 1997 годов деревня Сала в составе Кингисеппского района не значилась.
В 2002 году в деревне Сала Большелуцкой волости проживали 26 человек (русские — 88 %), в 2007 году — 28.

## География
Деревня расположена в западной части района на автодороге 41К-109 (Лужицы — Первое Мая).
Расстояние до административного центра поселения — 17 км.
Расстояние до ближайшей железнодорожной станции Сала — 7,5 км.
Деревня находится на левом берегу реки Луга.

## Демография
| 1862 | 2007 | 2010 | 2017 |
| ---- | ---- | ---- | ---- |
| 155  | ↘28  | →28  | →28  |

### Национальный состав
Согласно данным Всероссийской переписи населения 2021 года в деревне проживали 16 человек, все русские.

## Известные уроженцы
- Барон Николай Иванович фон Корф (1793—1869) — генерал от артиллерии, инспектор всей артиллерии, член Государственного совета.
- Константин Павлович Линда (1868—1914) — генерал-майор, кавалер 5 орденов и золотого оружия «За храбрость».